# Gasthof „Zum Roten Ochsen“ (Grombach)
Der Gasthof „Zum Roten Ochsen“ in Grombach, einem Stadtteil von Bad Rappenau im Landkreis Heilbronn im nördlichen Baden-Württemberg, war ein historischer Gasthof, der spätestens ab dem frühen 18. Jahrhundert bestand.

## Geschichte
Der „Rote Ochse“ gehört neben dem Gasthof „Zur Goldenen Krone“ und dem „Badischen Hof“ zu den ältesten Wirtshäusern in Grombach. Mit dem Metzger Johann David Ritter ist 1715 erstmals ein Ochsenwirt belegt. Ritter war lutherischen Glaubens und gehörte damit zu der zahlenmäßig kleinen lutherischen Gemeinde, die sich in Grombach erst seit um 1700 bildete, nachdem der Ort wieder in die Hände der mehrheitlich lutherischen Herren von Venningen gelangt war. Auf Ritter folgten bis 1835 weitere lutherische Gastwirte im „Roten Ochsen“.
Alten Feuerversicherungsunterlagen gemäß wurde der Gasthof 1793 als zweistöckiges Wohnhaus mit Flügelbau erneuert. 1823 und 1833 wurden Ställe und Scheunen erneuert, 1873 erfolgte mit dem Anbau einer Kegelbahn, einer Bierbrauerei und weiteren Wirtschaftsgebäuden ein bedeutender Ausbau. Besitzer zu jener Zeit war der aus Weiler stammende Bierbrauer Johannes Simonis.
Die Gastwirte im „Roten Ochsen“ haben häufig gewechselt. 1930 übernahm der Wimpfener Metzger Friedrich Wilhelm Barth die Gastwirtschaft. Nach dem Zweiten Weltkrieg diente der Saalbau auch als Kino, außerdem war das Gasthaus seit 1910 Umkleidelokal für die Fußballmannschaften. 1968 übernahm Barths Sohn Kurt die Gastwirtschaft. Der Gastbetrieb im „Roten Ochsen“ endete 1991, danach wurde das Anwesen verkauft.